# 5e étape du Tour d'Italie 2014
Pour un article plus général, voir Tour d'Italie 2014.
La 5e étape du Tour d'Italie 2014 s'est déroulée le mercredi 14 mai 2014 sur une distance de 203 km entre les villes de Tarente et Viggiano. Le parcours de l'étape marque l'entrée des difficultés dans ce Giro 2014. En effet, si les coureurs ne rencontreront pas encore la montagne, ces derniers seront confrontés à un tracé accidenté se terminant en côte à Viggiano.

## Résultats

### Classement de l'étape
|    | Coureur            | Pays      | Équipe                  |    | Temps           |
| -- | ------------------ | --------- | ----------------------- | -- | --------------- |
| 1  | Diego Ulissi       | Italie    | Lampre-Merida           | en | 5 h 12 min 39 s |
| 2  | Cadel Evans        | Australie | BMC Racing              | +  | 1 s             |
| 3  | Julián Arredondo   | Colombie  | Trek Factory Racing     |    | 1 s             |
| 4  | Rigoberto Urán     | Colombie  | Omega Pharma-Quick Step |    | 1 s             |
| 5  | Rafał Majka        | Pologne   | Tinkoff-Saxo            |    | 1 s             |
| 6  | Michael Matthews   | Australie | Orica-GreenEDGE         |    | 1 s             |
| 7  | Joaquim Rodríguez  | Espagne   | Katusha                 |    | 1 s             |
| 8  | Wilco Kelderman    | Pays-Bas  | Belkin                  |    | 1 s             |
| 9  | Domenico Pozzovivo | Italie    | AG2R La Mondiale        |    | 1 s             |
| 10 | Nairo Quintana     | Colombie  | Movistar                |    | 1 s             |

### Points attribués
|   | Cycliste          | Pays        | Équipe        | Points |
| - | ----------------- | ----------- | ------------- | ------ |
| 1 | Ben Swift         | Royaume-Uni | Sky           | 10     |
| 2 | Elia Viviani      | Italie      | Cannondale    | 6      |
| 3 | Tyler Farrar      | États-Unis  | Garmin-Sharp  | 3      |
| 4 | Kenny Dehaes      | Belgique    | Lotto-Belisol | 2      |
| 5 | Jonathan Monsalve | Venezuela   | Neri Sottoli  | 1      |

|    | Cycliste           | Pays      | Équipe                  | Points |
| -- | ------------------ | --------- | ----------------------- | ------ |
| 1  | Diego Ulissi       | Italie    | Lampre-Merida           | 25     |
| 2  | Cadel Evans        | Australie | BMC Racing              | 22     |
| 3  | Julián Arredondo   | Colombie  | Trek Factory Racing     | 20     |
| 4  | Rigoberto Urán     | Colombie  | Omega Pharma-Quick Step | 18     |
| 5  | Rafał Majka        | Pologne   | Tinkoff-Saxo            | 16     |
| 6  | Michael Matthews   | Australie | Orica-GreenEDGE         | 14     |
| 7  | Joaquim Rodríguez  | Espagne   | Katusha                 | 12     |
| 8  | Wilco Kelderman    | Pays-Bas  | Belkin                  | 10     |
| 9  | Domenico Pozzovivo | Italie    | AG2R La Mondiale        | 8      |
| 10 | Nairo Quintana     | Colombie  | Movistar                | 6      |
| 11 | Pierre Rolland     | France    | Europcar                | 5      |
| 12 | Michele Scarponi   | Italie    | Astana                  | 4      |
| 13 | Dario Cataldo      | Italie    | Sky                     | 3      |
| 14 | Przemysław Niemiec | Pologne   | Lampre-Merida           | 2      |
| 15 | Nicolas Roche      | Irlande   | Tinkoff-Saxo            | 1      |

### Cols et côtes
|   | Cycliste             | Pays      | Équipe       | Points |
| - | -------------------- | --------- | ------------ | ------ |
| 1 | Miguel Ángel Rubiano | Colombie  | Colombia     | 7      |
| 2 | Jonathan Monsalve    | Venezuela | Neri Sottoli | 4      |
| 3 | Fabian Wegmann       | Allemagne | Garmin-Sharp | 2      |
| 4 | Björn Thurau         | Allemagne | Europcar     | 1      |

|   | Cycliste          | Pays    | Équipe  | Points |
| - | ----------------- | ------- | ------- | ------ |
| 1 | Ángel Vicioso     | Espagne | Katusha | 3      |
| 2 | Joaquim Rodríguez | Espagne | Katusha | 2      |
| 3 | Michele Scarponi  | Italie  | Astana  | 1      |

| - Côte de Viggiano, 4e catégorie (km 203) \| \| Cycliste \| Pays \| Équipe \| Points \| \| - \| ---------------- \| --------- \| ------------------- \| ------ \| \| 1 \| Diego Ulissi \| Italie \| Lampre-Merida \| 3 \| \| 2 \| Cadel Evans \| Australie \| BMC Racing \| 2 \| \| 3 \| Julián Arredondo \| Colombie \| Trek Factory Racing \| 1 \| |                  |           |                     |        |
| | Cycliste         | Pays      | Équipe              | Points |
| 1 | Diego Ulissi     | Italie    | Lampre-Merida       | 3      |
| 2 | Cadel Evans      | Australie | BMC Racing          | 2      |
| 3 | Julián Arredondo | Colombie  | Trek Factory Racing | 1      |

## Classements à l'issue de l'étape

### Classement général
|    | Cycliste             | Pays      | Équipe                  |    | Temps            |
| -- | -------------------- | --------- | ----------------------- | -- | ---------------- |
| 1  | Michael Matthews     | Australie | Orica-GreenEDGE         | en | 17 h 41 min 23 s |
| 2  | Pieter Weening       | Pays-Bas  | Orica-GreenEDGE         | +  | 14 s             |
| 3  | Cadel Evans          | Australie | BMC Racing              |    | 15 s             |
| 4  | Rigoberto Urán       | Colombie  | Omega Pharma-Quick Step |    | 19 s             |
| 5  | Rafał Majka          | Pologne   | Tinkoff-Saxo            |    | 26 s             |
| 6  | Edvald Boasson Hagen | Norvège   | Sky                     |    | 35 s             |
| 7  | Nicolas Roche        | Irlande   | Tinkoff-Saxo            |    | 37 s             |
| 8  | Michele Scarponi     | Italie    | Astana                  |    | 41 s             |
| 9  | Dario Cataldo        | Italie    | Sky                     |    | 49 s             |
| 10 | Fabio Aru            | Italie    | Astana                  |    | 52 s             |

### Classement par points
|   | Cycliste        | Pays   | Équipe              | Points |
| - | --------------- | ------ | ------------------- | ------ |
| 1 | Elia Viviani    | Italie | Cannondale          | 119    |
| 2 | Nacer Bouhanni  | France | FDJ.fr              | 115    |
| 3 | Giacomo Nizzolo | Italie | Trek Factory Racing | 106    |

### Classement du meilleur grimpeur
|   | Cycliste             | Pays      | Équipe       | Points |
| - | -------------------- | --------- | ------------ | ------ |
| 1 | Maarten Tjallingii   | Pays-Bas  | Belkin       | 12     |
| 2 | Miguel Ángel Rubiano | Colombie  | Colombia     | 9      |
| 3 | Jonathan Monsalve    | Venezuela | Neri Sottoli | 4      |

### Classement du meilleur jeune
|   | Cycliste         | Pays      | Équipe          |    | Temps            |
| - | ---------------- | --------- | --------------- | -- | ---------------- |
| 1 | Michael Matthews | Australie | Orica-GreenEDGE | en | 17 h 41 min 23 s |
| 2 | Rafał Majka      | Pologne   | Tinkoff-Saxo    | +  | 26 s             |
| 3 | Fabio Aru        | Italie    | Astana          |    | 52 s             |

### Classements par équipes

#### Classement aux temps
|   | Équipe          | Pays        |    | Temps            |
| - | --------------- | ----------- | -- | ---------------- |
| 1 | Astana          | Kazakhstan  | en | 52 h 16 min 05 s |
| 2 | Orica-GreenEDGE | Australie   | +  | 7 s              |
| 3 | Sky             | Royaume-Uni |    | 19 s             |

#### Classement aux points
|   | Équipe              | Pays       | Points |
| - | ------------------- | ---------- | ------ |
| 1 | Giant-Shimano       | Pays-Bas   | 110    |
| 2 | Trek Factory Racing | États-Unis | 90     |
| 3 | Lampre-Merida       | Italie     | 87     |

### Autres classements
|   | Cycliste           | Pays        | Équipe     | Points |
| - | ------------------ | ----------- | ---------- | ------ |
| 1 | Elia Viviani       | Italie      | Cannondale | 16     |
| 2 | Maarten Tjallingii | Pays-Bas    | Belkin     | 13     |
| 3 | Ben Swift          | Royaume-Uni | Sky        | 11     |

|   | Cycliste        | Pays   | Équipe              | Points |
| - | --------------- | ------ | ------------------- | ------ |
| 1 | Elia Viviani    | Italie | Cannondale          | 18     |
| 2 | Nacer Bouhanni  | France | FDJ.fr              | 13     |
| 3 | Giacomo Nizzolo | Italie | Trek Factory Racing | 13     |

|   | Cycliste        | Pays   | Équipe              | Points |
| - | --------------- | ------ | ------------------- | ------ |
| 1 | Nacer Bouhanni  | France | FDJ.fr              | 6      |
| 2 | Diego Ulissi    | Italie | Lampre-Merida       | 4      |
| 3 | Giacomo Nizzolo | Italie | Trek Factory Racing | 3      |

|   | Cycliste           | Pays     | Équipe        | Points |
| - | ------------------ | -------- | ------------- | ------ |
| 1 | Maarten Tjallingii | Pays-Bas | Belkin        | 391    |
| 2 | Sander Armée       | Belgique | Lotto-Belisol | 208    |
| 3 | Andrea Fedi        | Italie   | Neri Sottoli  | 208    |

| \| \| Cycliste \| Pays \| Équipe \| Points \| \| - \| -------------- \| ----------- \| ---------- \| ------ \| \| 1 \| Nacer Bouhanni \| France \| FDJ.fr \| 10 \| \| 2 \| Elia Viviani \| Italie \| Cannondale \| 4 \| \| 3 \| Ben Swift \| Royaume-Uni \| Sky \| 4 \| |                |             |            |        |
| | Cycliste       | Pays        | Équipe     | Points |
| 1 | Nacer Bouhanni | France      | FDJ.fr     | 10     |
| 2 | Elia Viviani   | Italie      | Cannondale | 4      |
| 3 | Ben Swift      | Royaume-Uni | Sky        | 4      |

## Abandon
Aucun.